# Pedro Delgado (cầu thủ bóng đá Bồ Đào Nha)
Pedro Miguel Gomes Delgado (sinh ngày 7 tháng 4 năm 1997) là một cầu thủ bóng đá người Trung Quốc gốc Bồ Đào Nha thi đấu cho Chengdu Rongcheng, ở vị trí tiền vệ.

## Sự nghiệp bóng đá
Vào ngày 11 tháng 9 năm 2016, Delgado có màn ra mắt cho Sporting B trong trận đấu tại LigaPro 2016–17 trước Varzim.